# Canellales
Canellales is een botanische naam, voor een orde van bedektzadigen. Een orde onder deze naam wordt vrij zelden erkend door systemen voor plantentaxonomie, maar wel door het APG II-systeem (2003) en het APG III-systeem (2009). Aldaar bestaat de orde uit:
- orde Canellales
  - familie Canellaceae
  - familie Winteraceae

In het APG-systeem (1998) werden deze families niet in een orde geplaatst. In het Cronquist-systeem (1981) werden deze families geplaatst in de orde Magnoliales.